# Шауенштайн
Шауенштайн (нім. Schauenstein) — місто в Німеччині, розташоване в землі Баварія. Підпорядковується адміністративному округу Верхня Франконія. Входить до складу району Гоф. Центр об'єднання громад Шауенштайн.
Площа — 26,66 км2. Населення становить 1897 ос. (станом на 31 грудня 2020).

## Галерея

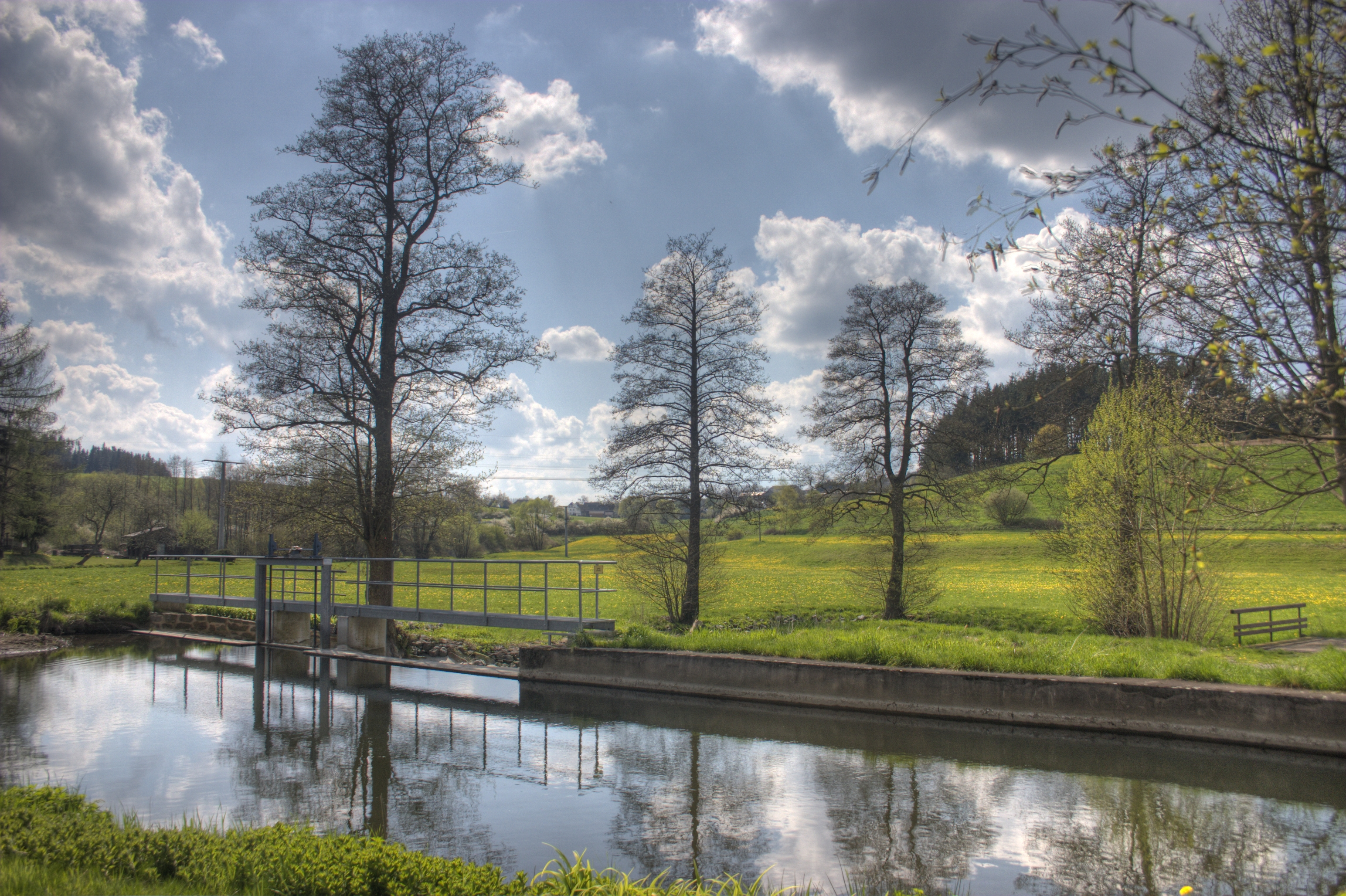
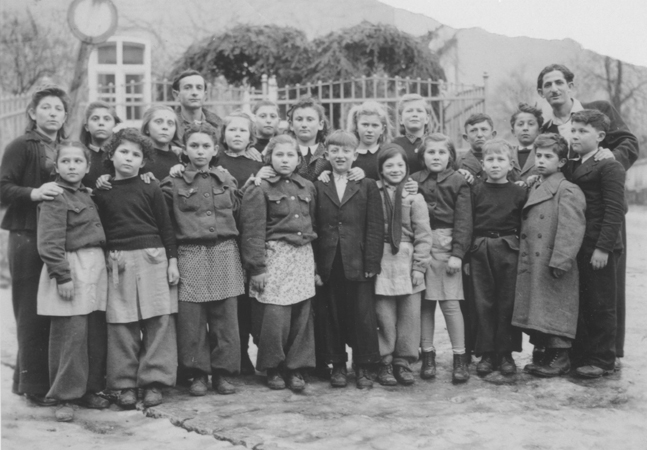
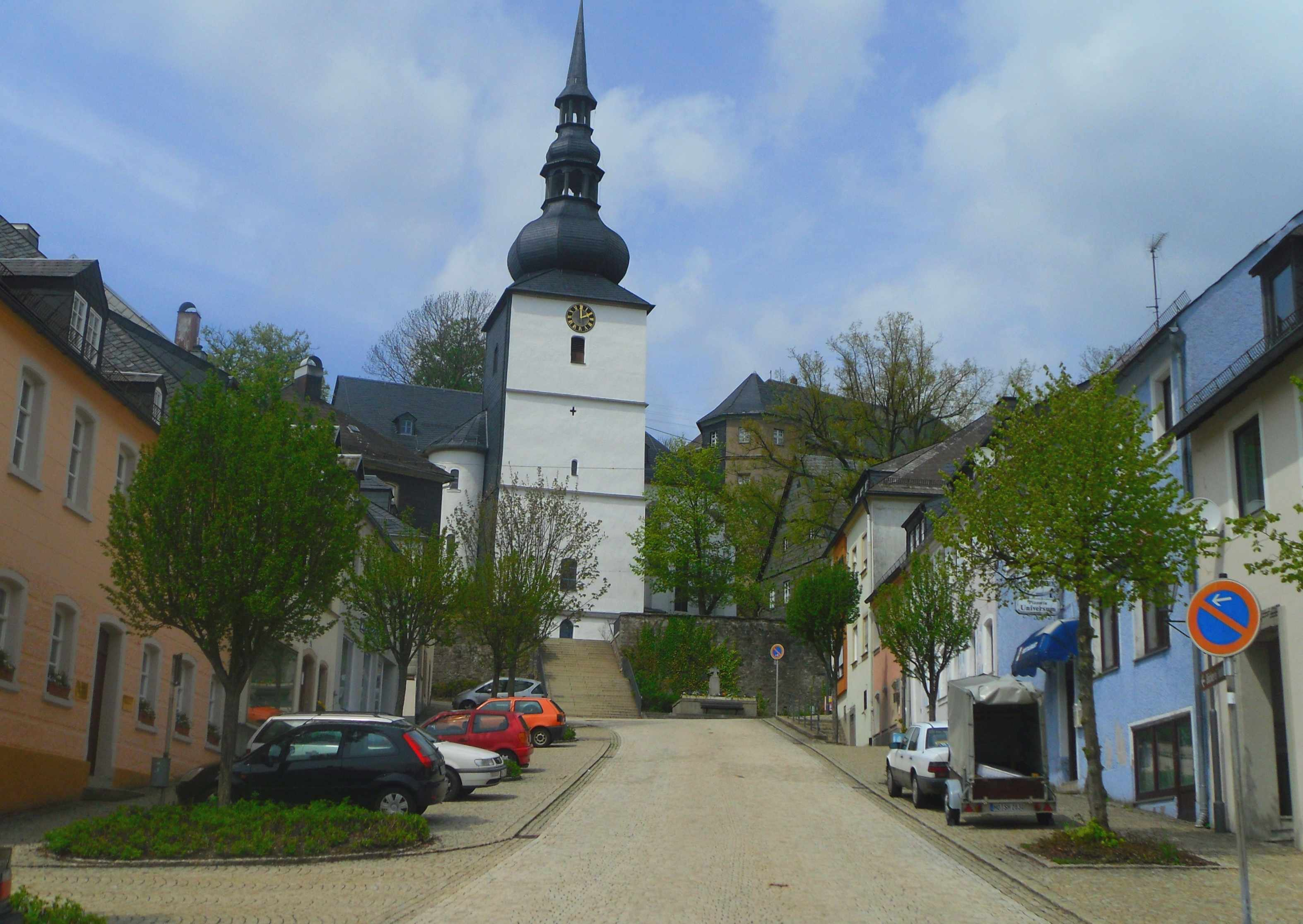